# Ibbenbürener Spvg
Die Ibbenbürener Spvg (offiziell: Ibbenbürener Spielvereinigung 08 e. V., kurz: ISV) ist ein Sportverein aus Ibbenbüren in der Region Tecklenburger Land (Kreis Steinfurt in Nordrhein-Westfalen). Die erste Fußballmannschaft spielte zehn Jahre lang in der höchsten westfälischen Amateurliga. Die erste Handballmannschaft der Männer nahm zweimal am DHB-Pokal teil, während die erste Frauenhandballmannschaft sich 2015 erstmals für den DHB-Pokal qualifizierten.

## Geschichte
Der Verein wurde im Jahr 1908 als Ibbenbürener Fußballclub 08 gegründet. Dieser benannte sich im Jahre 1919 in VfR Ibbenbüren um und fusionierte sieben Jahre später mit Germania Ibbenbüren zur heutigen Ibbenbürener Spielvereinigung. Im Jahre 1984 spaltete sich ein Teil der Handballabteilung von der Spielvereinigung ab und gründeten den 1. HC Ibbenbüren. Zur Saison 2022/23 bildeten die Handballer des Ibbenbürener SV und des 1. HC Ibbenbüren die Spielgemeinschaft SG Handball Ibbenbüren. Die Ibbenbürener Spielvereinigung bietet neben Fußball noch die Sportarten Nordic Walking und Rugby an.

### Fußball
Das erste Spiel der Vereinsgeschichte wurde 1909 gegen eine Mannschaft aus Rheine mit 0:9 verloren. Im Jahr 1937 gelang der Aufstieg in die damals zweitklassige Bezirksklasse. Nach dem Ende des Zweiten Weltkrieges spielte der ISV zunächst im Bereich des Niedersächsischen Fußballverbandes und wechselte 1947 nach Westfalen zurück. Fünf Jahre später stiegen die Ibbenbürener in die Landesliga auf, die damals höchste Amateurliga Westfalens. Dort wurde der ISV 1954 in ihrer Staffel Vizemeister hinter dem TSV Hüls. Zwei Jahre später verpasste die Mannschaft die Qualifikation für die neu geschaffene Verbandsliga Westfalen.
1960 wechselte der Amateurnationalspieler Hermann Michel zum ISV, der nach Entscheidungsspielsiegen gegen Preußen Hochlarmark in die Verbandsliga aufstieg. Nach sieben Jahren im Mittelfeld der Verbandsliga folgte 1968 der Abstieg in die Landesliga. Zwei Jahre später ging es hinunter in die Bezirksliga, ehe 1972 der Abstieg in die Kreisliga folgte. Zwischen 1980 und 1987 und von 1998 bis 2000 erreichte der ISV noch einmal die Landesliga. Im Jahre 2012 stiegen die Ibbenbürener in die Kreisliga A Tecklenburg ab. Zwei Jahre später gelang der Wiederaufstieg, bevor die Mannschaft im Jahre 2023 in die Landesliga aufstieg.

### Handball
Die Handballer des ISV spielten in der Saison 1980/81 erstmals in der Oberliga Westfalen. Drei Jahre später spaltete sich ein großer Teil der Handballabteilung als 1. HC Ibbenbüren von der Spielvereinigung ab. Im Jahre 1999 schafften die ISV-Handballer den Aufstieg in die drittklassige Regionalliga Nord und wechselte im Jahre 2004 in die Regionalliga West. Im Jahre 2010 verpassten die ISV-Handballer die neu geschaffene 3. Handball-Liga. Nach zwei weiteren Abstiegen in Folge treten die Handballer der Spielvereinigung seit 2012 in der Landesliga Westfalen, Gruppe 2 an.
Die Frauenmannschaft der Ibbenbürener Spvg stieg im Jahre 2013 mit 44:0 Punkten in die Verbandsliga Westfalen auf und wurde in der folgenden Spielzeit auf Anhieb Vizemeister hinter dem TuS 97 Bielefeld-Jöllenbeck. Schließlich gelang im Jahre 2015 der Aufstieg in die viertklassige Oberliga Westfalen und die Qualifikation für den DHB-Pokal 2015/16, wo die Ibbenbürenerinnen gegen den Bundesligisten SGH Rosengarten mit 12:31 verloren. In der Oberliga wurde die Mannschaft auf Anhieb Vizemeister hinter dem HSV Minden-Nord. Von 2020 bis 2022 spielten die Ibbenbürenerinnen in der 3. Liga. 2024 wurde die Mannschaft Vizemeister der Oberliga Westfalen hinter dem SC DJK Everswinkel.

## Persönlichkeiten
- Matthias Billen
- Udo Böhs
- Diethard von Boenigk
- Nicolas Eiter
- Hermann Gösmann
- Christian Greve
- Sebastian Klaas
- Hermann Michel
- Eduard Sausmikat
- Maximilian Schüttemeyer
- Herbert Wittchen
- Erik Wudtke
- Jannik Zahmel